# Sylvia Harke
Sylvia Harke (* 1978 in Zerbst, heute Sachsen-Anhalt) ist eine deutsche Psychologin und Autorin. Harke arbeitet in eigener Praxis und widmet sich vor allem hochsensiblen Menschen. Sie betreibt die Online- und Live-Seminar-Akademie „hsp academy“ für Hochsensible.

## Leben
Harke fragte sich früh nach dem Sinn des Lebens, denn sie hatte große Verlustängste. Als sie drei Jahre alt war, ließen sich ihre Eltern scheiden und ihre geliebte Großmutter verlor sie mit 13 Jahren. Als Jugendliche erlernte sie Yoga und malte Mandalas. Durch das Lesen des Buches Zart besaitet entdeckte sie 2008 das Thema Hochsensibilität, das ihr viele Erklärungen für die Auffälligkeiten in ihrem bisherigen Leben gab. Nach ihrem erfolgreichen Psychologiestudium und dem Lesen der einschlägigen Fachliteratur eröffnete sie 2012 ihre Akademie für Hochsensible und führt bis in die Gegenwart zahlreiche Seminare durch. 2014 veröffentlichte sie ihr erstes Buch über Hochsensibilität und danach folgten noch drei weitere einschlägige Bücher vor allem für Frauen. 2007 heiratete sie und lebt mit ihrem Mann im Schwarzwald.

## Publikationen
- Die Kraft der Selbstliebe. Kailash, München, 2021, ISBN 978-3-424-63221-7.
- Gelassen leben mit Hochsensibilität: Selbstbewusst abgrenzen im Alltag. Via Nova, Petersberg, 2019, ISBN 978-3-86616-468-0.
- Wenn Frauen zu viel spüren: Schutz und Stärkung für Hochsensible. Knaur, München, 2017, ISBN 978-3-426-65815-4.
- Hochsensibel – was tun?. Via Nova, Petersberg, 2014, ISBN 978-3-86616-281-5.